# Próby i zamiary
Próby i zamiary – zbiór opowiadań Zofii Romanowiczowej wydany w 1965 roku, w Londynie nakładem Polskiej Fundacji Kulturalnej. Okładkę zaprojektowała Danuta Laskowska.

## O zbiorze
Zbiór Próby i zamiary składa się z siedemnastu opowiadań z dotychczasowego dorobku pisarki, głównie z tekstów tworzonych i publikowanych w latach pięćdziesiątych w czasopismach emigracyjnych – w „Horyzontach”, „Kulturze”, „Orle Białym”, „Wiadomościach”, „Związkowcu”, „Życiu”. Pomysłodawcą zbioru był Juliusz Sakowski, a jego promotorem Marian Hemar.

## Problematyka zbioru
Większość opowiadań, zamieszczonych w zbiorze Próby i zamiary dotyczy wspomnień, związanych z II wojną światową, z doświadczeniami wyniesionymi z więzień i obozów. Marian Hemar pisał o nim następująco: „Książka piękna i bolesna, brutalna i delikatna, przeszywająca grozą i przejmująca do łez. Jej tematem są przeżycia, których nie można pamiętać, a nie wolno zapomnieć. Jest osiągnięciem literackim z rzędu tych, których autorzy dostają nagrodę Nobla. Książka ta daje Zofii Romanowiczowej miejsce w pierwszym rzędzie naszej literatury”. Wtórowała mu Tamara Karren: „Siedemnaście opowiadań łączy się tematycznie i w pewnej chronologii przeżyciami z ostatniej wojny, z więzienia, obozów, prób odrodzenia się po katastrofie; przeżyciami pewnej dziewczyny, za każdym razem innej, a jednak tej samej, dziecka prawie, potem kobiety (autorki? każdego z nas? nas wszystkich?). Nie ma w tych opowiadaniach patosu, nie ma słów otwarcie wyrażających cierpienie i udrękę, podłość i szlachetność, tchórzostwo i bohaterstwo. A jednak te wszystkie pojęcia pulsują pomiędzy wierszami tej magnetycznej książeczki”. Czesław Dobek w recenzji Prób i zamiarów dodawał, że za tym zbiorem, jak i za wcześniejszymi dokonaniami prozatorskimi Zofii Romanowiczowej stoi „dociekanie, jaką powinna być postawa moralna i psychiczna człowieka – tu zawsze kobiety – po przejściu Styksu, po znalezieniu się na drugim brzegu morza czarnego od śmierci i rozpaczy. Ile człowieczeństwa ocalało?”.

## Recepcja zbioru
Próby i zamiary spotkały się z bardzo dobrym przyjęciem krytyki emigracyjnej. W Polsce ukazała się tylko jedna recenzja książki. Zbiór otrzymał nagrodę „Wiadomości” za najwybitniejszą książkę pisarza polskiego wydaną na emigracji w 1965. Zofia Romanowiczowa była jedyną kobietą wśród nominowanych autorów.